# Віллем Габрон
 Віллем Габрон або Гільйом Габрон (англ. Willem Gabron 28 жовтня, 1619, Антверпен — 2 серпня, 1678, Антверпен) — фламандський художник доби бароко, майстер натюрмортів і сцен з тваринами.

## Життєпис
Народився в місті Антверпен. Мав сестру Анну-Марію, що стала дружиною фламандського скульптора Артуса Квеллінуса Старшого (1609—1668).
Ймовірно, художню освіту здобув у рідному місті (батько був художником). Його майстерність визнали 1640 року і прийняли до Гільдії св. Луки.
Як і низка фламандських художників до нього створив 1646 року освітню подорож до Рима. Збережені відомості про його перебування у папській столиці і прийняття до товариства «Перелітні птахи».
Після перебування у Італії повернувся у Антверпен, де працював до власної смерті.
Митця згадував в своєму творі історіограф Арнольд Гаубракен.

## Вибрані твори
- «Троянди, срібний келих і мушля»
- «Музичні інструменти, папуга і азійський килим»
- «Шинка і келихи для пива»
- «Натюрморт з коштовним посудом»
- «Фрукти і вивірка на азійському килимі»
- «Мисливські трофеї», Вілянов, Варшава
- «Натюрморт з фруктами на килимі і собакою з цуценятами»
- «Анімалістична сценка з мисливськими трофеями»
- «Папуга на столі і дві собаки»

## Галерея обраних творів

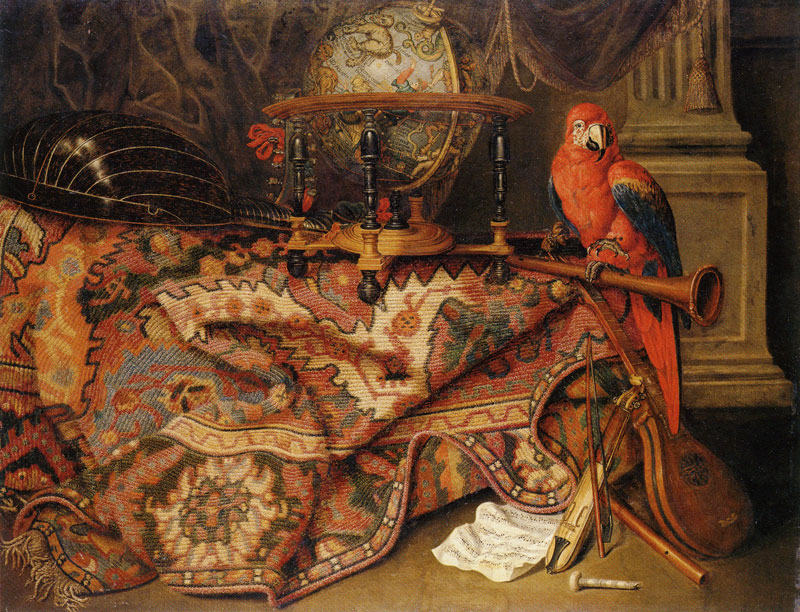
«Музичні інструменти, папуга і азійський килим», Музей герцога Антона Ульріха, Брауншвейг, Німеччина

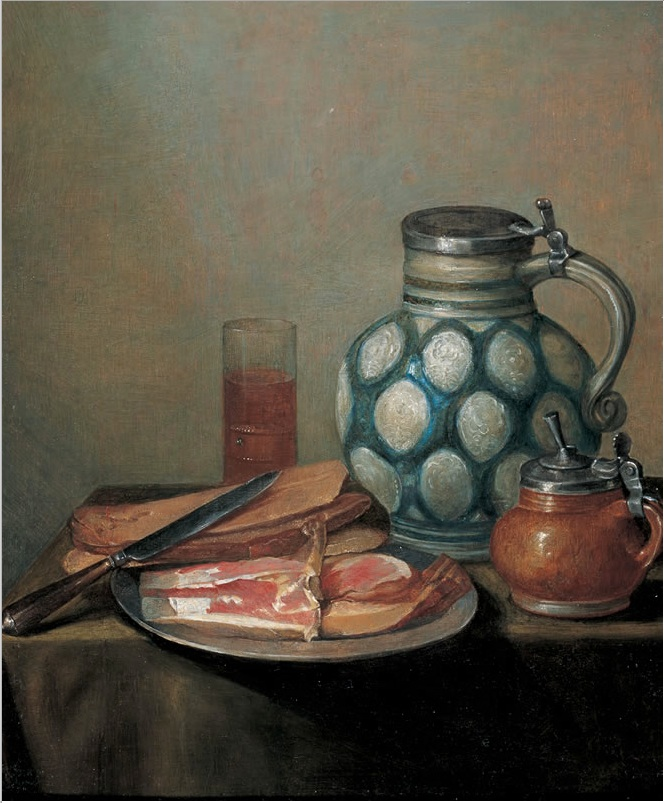
Віллем Габрон. «Шинка і келихи для пива»
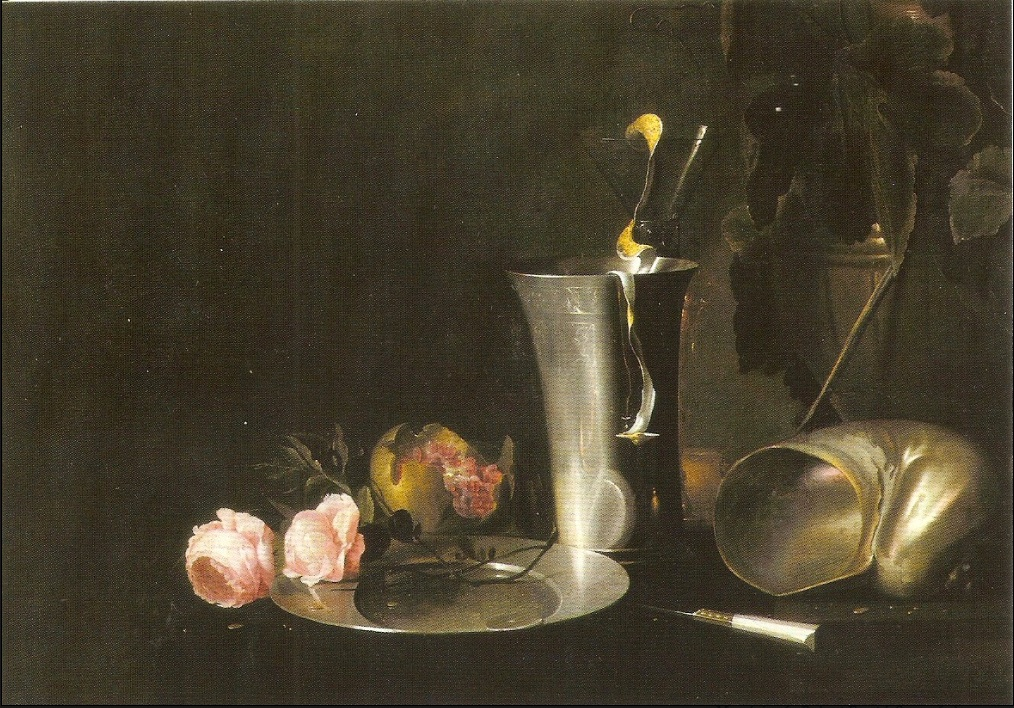
Віллем Габрон. «Троянди, срібний келих і мушля», Музей Маєра ван дер Берга, Антверпен, Бельгія.
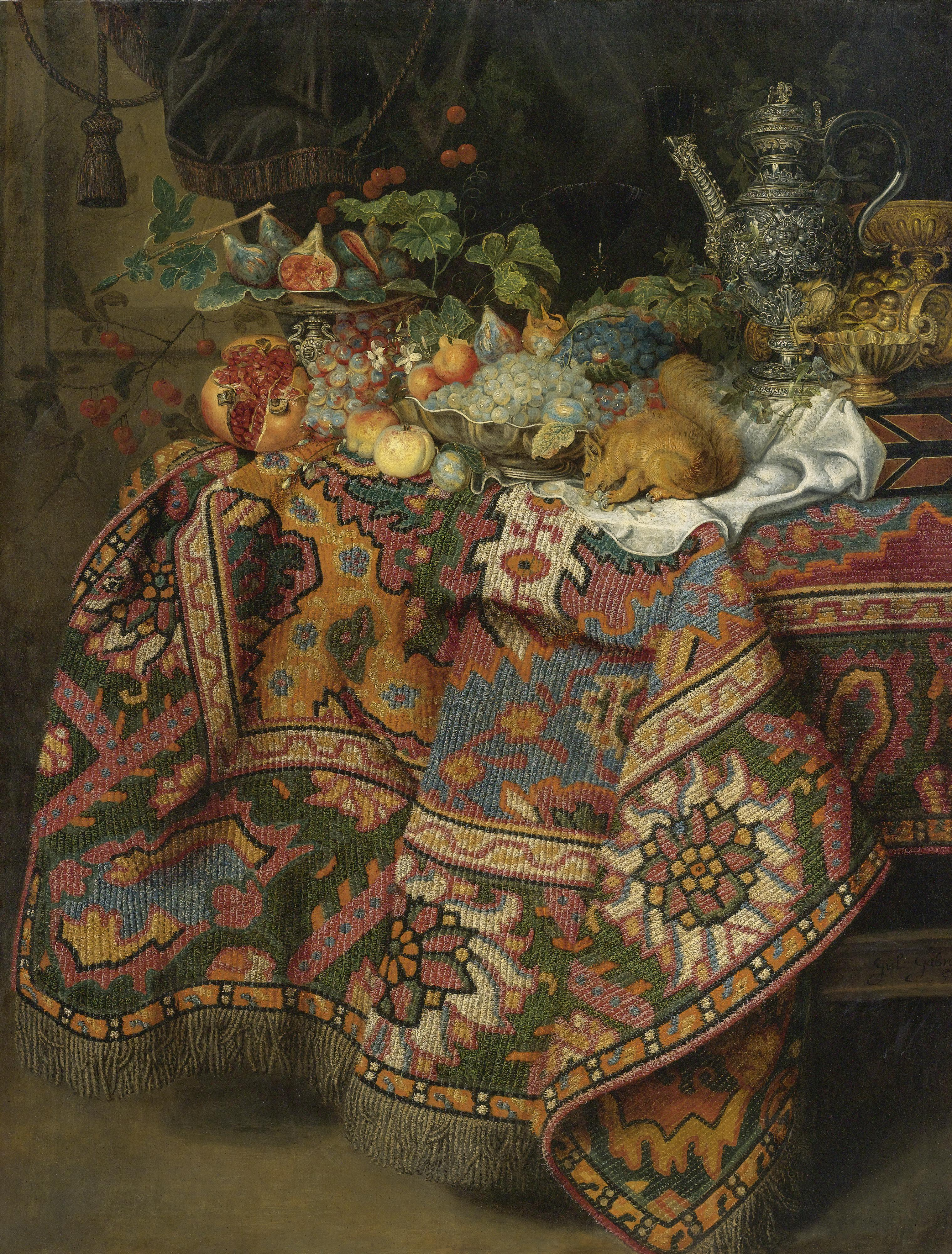
Віллем Габрон. «Фрукти і вивірка на азійському килимі»